# Stoprocent Architekci
Stoprocent Architekci – polska pracownia architektoniczna z siedzibą w Warszawie, założona w 2012 r. przez Przemka Kaczkowskiego i Magdalenę Morelewską.
Biuro jest autorem m.in. Domu bez Schodów we Wrocławiu (realizacja: 2013), wnętrz Executive Lounge na lotnisku Chopina, nadbudowy trybuny I na torze wyścigów konnych Służewiec, koncepcji nowego centrum Helu oraz wielu domów jednorodzinnych.

## Konkursy architektoniczne
- III nagroda w konkursie na projekt szkoły podstawowej w Siechnicach koło Wrocławia
- I nagroda w konkursie na budynek wielorodzinny z usługami przy al. Jana Pawła 34 w Warszawie
- I wyróżnienie w konkursie na zespół mostów pieszo-rowerowych w Augustowie

## Nagrody i wyróżnienia
- III nagroda w konkursie Piękny Wrocław 2013 za Dom bez Schodów
- TOP BUILDER 2013 za Dom bez Schodów.